# Остров Безымянный
«Остров Безымянный» — советский художественный полнометражный чёрно-белый фильм, поставленный на киностудии «Ленфильм» в 1946 году режиссёрами Адольфом Бергункером и Михаилом Егоровым.
Из собрания фильмов «Госфильмофонда» СССР.
Премьера фильма в СССР состоялась 25 июля 1946 года.

## Сюжет
Остров Безымянный затерялся[где?] с расположенной на нём метеостанцией, которая занимается не только сбором информации о погоде. Её радиостанция круглосуточно посылает в эфир специальные сигналы, которые служат ориентиром для судов и конвоев. Немцы[какие?] решают уничтожить мешающую им радиостанцию. Бомбардировщики обрушивают на строения полярников бомбы. Но радиостанция не пострадала и вновь продолжила свою работу. Немцы ночью высаживают десант на остров и сжигают жилище полярников вместе со стационарной радиостанцией. Однако радистка Ася достаёт спрятанную на заброшенной шхуне резервную рацию и вновь выходит в эфир. Этим она помогает советскому лётчику доставить на остров спасённых им моряков, а суда и конвои вновь получают ориентир. Ася обретает личное счастье[уточнить] с понравившимся ей лётчиком полярной авиации.

## В ролях
- Николай Симонов — майор Малеев
- Юрий Толубеев — начальник зимовки
- Нина Мазаева — Ася Москалёва
- Владимир Волчик — Алексей Ткаченко
- Анатолий Кузнецов — начальник штаба
- Сергей Филиппов — Тимохин
- Владимир Марьев — Сударев
- Н. Степанов — «Дед»-радист
- Анатолий Алексеев — штурман БО
- Олег Жаков — немец (в титрах не указан)

## Съёмочная группа
- Сценарий — Бориса Бродского
- Постановка режиссёров — Адольфа Бергункера и Михаила Егорова
- Оператор — Сергей Иванов
- Художник — Виктор Савостин
- Композитор — Венедикт Пушков
- Звукооператор — Николай Косарев